# Gaotang
Gaotang (chinesisch 高唐县, Pinyin Gāotáng Xiàn) ist ein Kreis der bezirksfreien Stadt Liaocheng im Westen der chinesischen Provinz Shandong. Er hat eine Fläche von 949 Quadratkilometern und zählt 473.422 Einwohner (Stand: Zensus 2010).

## Administrative Gliederung
Auf Gemeindeebene setzt sich der Kreis aus drei Straßenvierteln, sechs Großgemeinden und drei Gemeinden zusammen. 